# Гроссман, Евгений Павлович
Евгений Павлович Гроссман (1910—1954) — советский учёный в области аэродинамики, один из основателей советской научной школы аэроупругости. Доктор технических наук (1940), профессор (1949). Лауреат Сталинской премии (1942).

## Биография
В 1932 году окончил аэромеханический факультет Казанского университета. Работал в экспериментальном аэродинамическом отделе ЦАГИ (Центрального аэрогидродинамического института). В 1945—1949 годах — начальник аспирантуры ЦАГИ.
Автор исследований по автоколебаниям самолётных конструкций, дивергенции крыла, реверсу и эффективности элеронов. В 1935 году вместе с А. А. Бориным и С. С. Кричевским решил проблему флаттера (самопроизвольно возникающих вибраций крыла летательного аппарата).
Сталинская премия 1942 года вместе с М. В. Келдышем — за научные работы «Расчёт самолёта на флаттер», «Колебания крыла с упруго прикреплённым мотором» и «Изгибно-элеронный флаттер».
Похоронен в Москве на Востряковском кладбище.

## Награды и премии
- орден Трудового Красного Знамени[3]
- орден Красной Звезды (16 сентября 1945)
- Сталинская премия II степени (10 апреля 1942) — за научные работы по предупреждению разрушений самолетов; «Расчет самолета на флаттер», опубликованную в конце 1940 года; «Колебания крыла с упруго прикрепленным мотором» и «Изгибно-элеронный флаттер», опубликованные в 1941 году

## Монографии
- Продольная динамическая устойчивость нейтральных самолётов. М.: ЦАГИ, 1935.
- К вопросу о потере устойчивости конструкцией крыла в полёте. М.: ЦАГИ, 1935.
- Перекручивание монопланного крыла. М.: ЦАГИ, 1936.
- Флаттер. М.: ЦАГИ, 1937.
- Вибрации крыла с элероном. М.: ЦАГИ, 1937.
- О причинах флаттера. М.: ЦАГИ, 1938.
- Вибрации крыла с элероном при наличии серво-компенсации. М.: ЦАГИ, 1939.
- Флаттер хвостового оперения. М.: ЦАГИ, 1939.
- Курс вибраций частей самолёта. М.: Оборонгиз, 1940.
- Упрощённый метод определения критической скорости изгибно-рулевого флаттера. М.: Бюро новой техники НКАП, 1941.
- Изгибно-элеронный флаттер. М.: Бюро новой техники НКАП, 1941.
- Вибрации на самолёте. М.: Бюро новой техники НКАП, 1942.
- Расчёты самолётов на флаттер. М.: Бюро новой техники НКАП, 1944.
- Упругое крепление балансира, как средство повышения критической скорости флаттера. М.: БНТ НКАП, 1945.
- Вибрации стреловидных крыльев. М.: Бюро новой техники НКАП, 1946.
- Вибрации однолонжеронных и двухлонжеронных крыльев. М.: Бюро новой техники НКАП, 1946.
- Упругие колебания частей самолёта. Л.: ЛКВВИА, 1947.
- Расчёт на прочность лонжеронных крыльев. М.: Бюро новой техники НКАП, 1947.
- Оценка влияния сжимаемости воздуха на величину критической скорости флаттера. М.: Бюро новой техники НКАП, 1947.